# نبرد برندی استشن
نبرد برندی استشن (انگلیسی: Battle of Brandy Station) نبردی است که در تاریخ ۹ ژوئن ۱۸۶۳ در منطقه برندی استیشن، ویرجینیا به وقوع پیوست. این نبرد مربوط به جنگ داخلی آمریکا است و بدون نتیجه قطعی برای طرفین به پایان رسید